# Брауде, Илья Давидович
 Илья́ Дави́дович Бра́уде (1885, Орша — 1955, Москва) — русский и советский адвокат.

## Биография
Родился в Орше в 1885 году. Среднее образование получил в Могилевской гимназии. Затем учился на юридическом факультете Петербургского, затем Московского университета.
Недолго работал в окружных судах Ашхабада и Пензы. В 1911 году стал помощником присяжного поверенного в Москве, в 1915 году начал самостоятельную практику, но был мобилизован в армию. В рядах Красной армии участвовал в подавлении восстаний на Украине (куренёвское восстание, мятежи Н. Григорьева), командовал частями продвойск в Семипалатинске. По окончании Гражданской войны молодой юрист оказался востребованным во многих советских учреждениях: сначала работал в Высшем совете народного хозяйства, затем он — начальник уголовного розыска на Украине, член военного трибунала, верховный следователь.
В 1922 году подал заявление в Московскую коллегию защитников и был принят с распределением в юридическую консультацию по уголовным делам.
В 1930-е годы, когда репрессивная составляющая уголовной политики СССР непомерно усилилась, и был развязан «большой террор», для прикрытия фальсификации громких политических процессов, адвокатура должна была сыграть свою роль в этих «спектаклях» правосудия. И Брауде, один из первых советских адвокатов с огромной популярностью, был избран для такой роли. Он участвовал в процессах «Промпартии», «Союзного бюро меньшевиков», «Параллельного троцкистского центра», «Правотроцкистского блока». В  своих «Записках адвоката», изданных через 19 лет после его смерти, И. Д. Брауде ни словом не упомянул о репрессиях 1936—1939 годов.
Один из учеников И. Д. Брауде — известный адвокат и писатель А. Ваксберг.

Читая речи знаменитых дореволюционных адвокатов, я понимала, что такие выступления в советском суде невозможны: они просто не будут поняты. Однажды, в начале пятидесятых годов, в Вильнюсе в кассационной инстанции, я услышала выступление известнейшего советского адвоката Ильи Брауде. Он защищал женщину еврейку, которая после войны была опознана как помощница надзирательницы в нацистском концлагере. Речь Брауде была красочной и убедительной, я слушала его с благоговением, но и здесь присутствовали все те же заискивающие нотки, так часто звучавшие из уст рядовых советских адвокатов. Защитник в уголовном процессе воспринимался судом как пустая, порой досадная формальность, и это не могло не отразиться на качестве судебных выступлений. Судьба подсудимого чаще всего уже была предопределена и никакие психологические экскурсы, положительные характеристики, справки о состоянии здоровья, семейном положении, занятиях спортом или в кружках самодеятельности не могли повлиять на исход дела.— Р. М. Марьяш. Калейдоскоп моей памяти. Глава шестая. Моя профессия — адвокат
Умер в 1955 году. Похоронен в Москве на Введенском кладбище (уч. 12).

## Публикации
- В уголовном суде : Из записок защитника 1922—1927 г. / И. Д. Брауде ; С предисл. зам. председ. Моск. губсуда Г. М. Сегала. — [Москва] : Кооп. изд-ское т-во Право и жизнь, [1927]. — 288 с.
  - 2-е изд., доп. — [Харьков] : Юрид. изд-во НКЮ УССР, 1929. — 246, [2] с.
- В советском суде : Из записок защитника, 1922—1928. — Рига: Кн. для всех, [1929]. — 179, [2] с.
- Записки адвоката. — М.: Советская Россия, 1974 — 222 с.